# Попкова (деревня)
Попкова (Попково, Папкова) — деревня в Карачевском районе Брянской области, в составе Бошинского сельского поселения. 

Расположена в 5 км к югу от села Юрасово, в 4 км к северо-востоку от села Бошино. 
 Постоянное население с 2004 года отсутствует.

## История
Упоминается с XVII века в составе Подгородного стана Карачевского уезда. В XVIII—XIX вв. — владение Хотяинцевых, Литвинкиных; состояла в приходе села Юрасово.
До 1929 года входила в Карачевский уезд (с 1861 — в составе Бошинской волости, с 1924 в Вельяминовской волости). 
 С 1929 в Карачевском районе (до 1954 года — в Юрасовском сельсовете, позднее в Бошинском).

## Население
| Годы      | 1866 | 1887 | 1926 | 1979 | 1989 | 2002 | 2010 |
| --------- | ---- | ---- | ---- | ---- | ---- | ---- | ---- |
| Население | 126  | 179  | 266  | 39   | 0    | 1    | 0    |